# Kata (Karate)

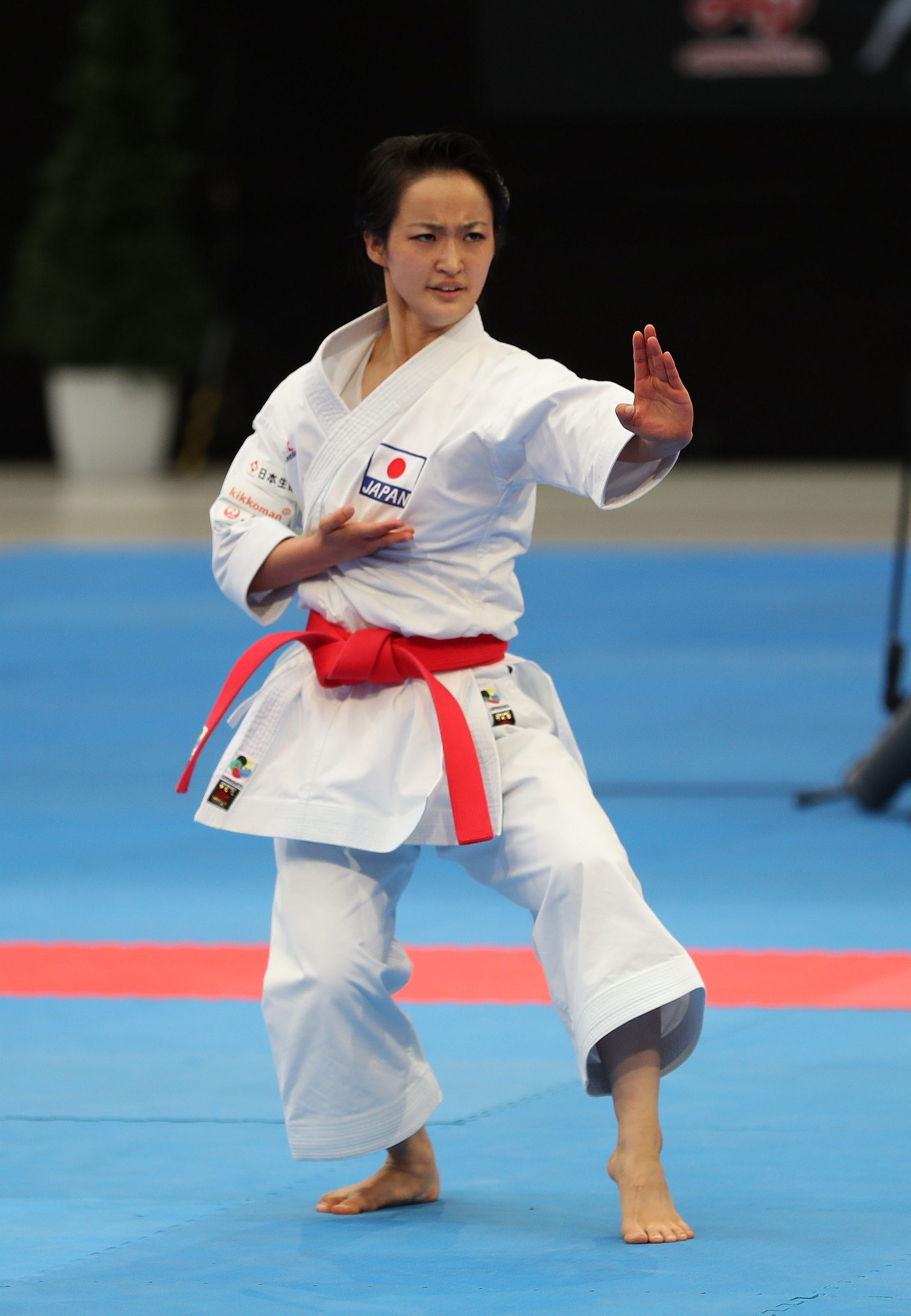
Kata der Japanerin Kiyou Shimizu Kata bei der Karate 1 Premier League 2018, Berlin

Eine Kata (japanisch 形 oder 型) im Karate ist – wie in anderen japanischen Kampfsportarten auch – eine Übungsform, die aus stilisierten Kämpfen besteht, welche jedoch im Karate meist gegen imaginäre Gegner geführt werden (eine Ausnahme bildet hier die Bunkai).

## Allgemeines
Die Analyse einer Kata bezeichnet man im Karate als Bunkai. Ein verbreiteter Fehler ist die Gleichsetzung von Analyse, die auch kultur-historisch sein könnte, mit der praktischen Anwendung der Elemente der Bewegung.
Der Ablauf der Kata ist genau festgelegt, wurde aber bei manchen Kata im Laufe der Jahrzehnte leicht verändert. Die letzten größeren Veränderungen von Shōtōkan-Kata fanden im Deutschen Karateverband im Rahmen einer Vereinheitlichung zu Wettkampfzwecken im Jahr 2002 statt.
Im traditionellen Karate waren Kata der zentrale Teil der Ausbildung. Nachdem eine Kata ausgiebig geübt worden war, wurden aus ihr Kampftechniken durch Bunkai abgeleitet (Kihon wurde traditionell selten oder gar nicht geübt, und Karatewettkampf ist erst in der Neuzeit entstanden). Die Bedeutung von Kata in dieser Form existiert in den meisten Karate-Dōjō in Europa allerdings nicht mehr. In einigen traditionellen Stilen, z. B. im Matsubayashi-Ryū, sind Kata aber immer noch der wichtigste Teil des Trainings.
Im Karate heißen die H-förmigen oder sternförmigen Grundlinien, auf denen Kata gelaufen bzw. Techniken ausgeführt werden, Embusen. Es wird angenommen, dass jede Kata im Karate einen spezifischen, charakteristischen Kampfstil vermittelt.
Wenn eine Kata aus mehreren ausgewählt werden darf, so bezeichnet man diese als Sentei-Kata. Eine vorgeschriebene Kata heißt auch Shitei-Kata (Pflicht). Eine frei wählbare Kata heißt auch Tokui-Kata (Kür).

## Kata verschiedener Stilrichtungen

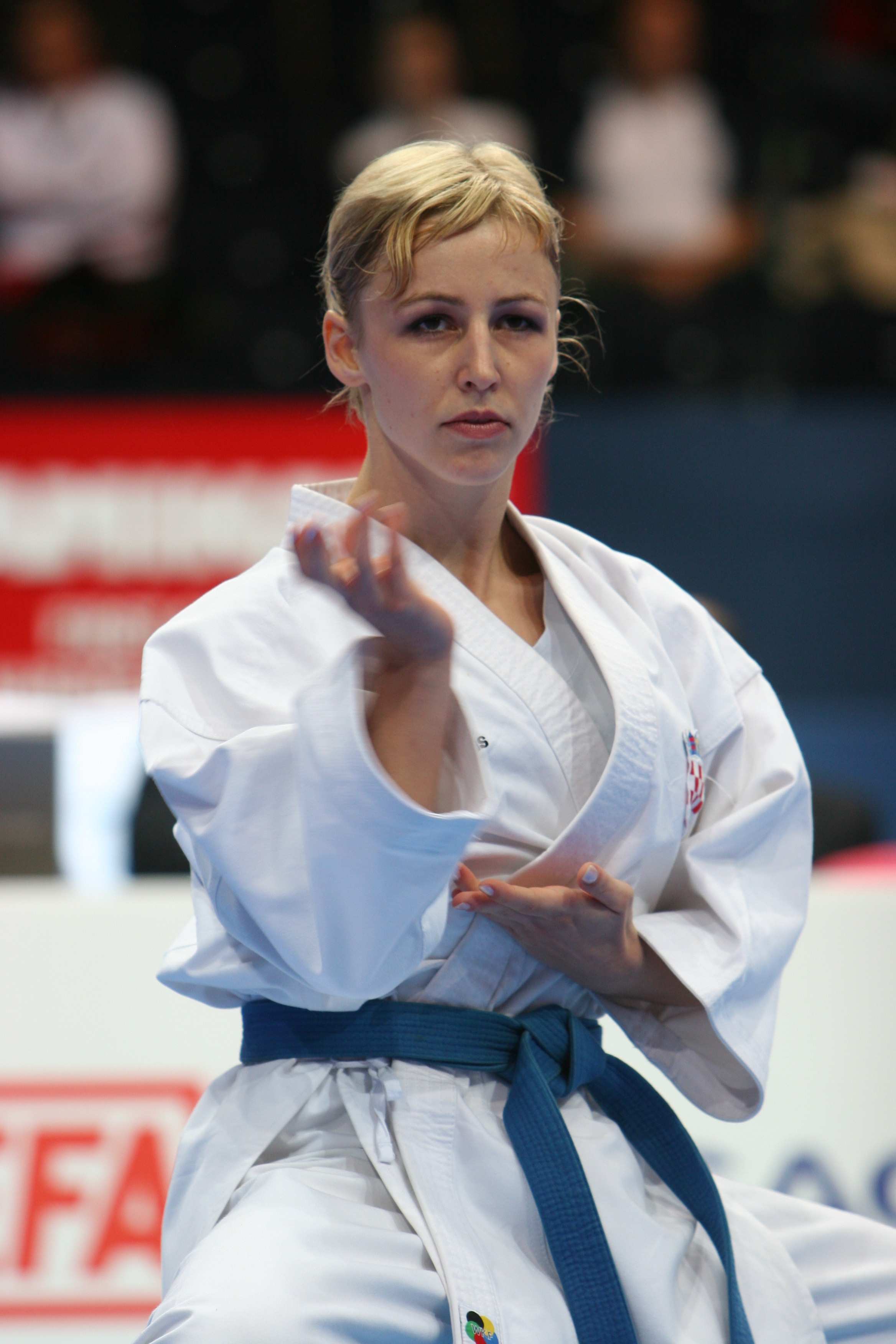
Kata der Kroatin Mirna Šenjug bei der WM 2006 in Tampere, Finnland

### Shōtōkan
- Taikyoku Shodan (大極初段)
- Heian Shodan (平安初段)
- Heian Nidan (平安二段)
- Heian Sandan (平安三段)
- Heian Yondan (平安四段)
- Heian Godan (平安五段)
- Tekki Shodan (鉄騎初段)
- Tekki Nidan (鉄騎二段)
- Tekki Sandan (鉄騎三段)
- Empi (燕飛)
- Ten no Kata (天の形)
- Bassai Dai (抜塞大)
- Bassai Shō (抜塞小)
- Jion (慈恩)
- Kankū Dai (観空大)
- Kankū Shō (観空小)
- Wankan (王冠)
- Sōchin (壮鎮)
- Jitte (十手)
- Chinte (珍手)
- Jiin (慈蔭)
- Meikyō (明鏡)
- Hangetsu (半月)
- Gankaku (岩鶴)
- Nijūshiho (二十四歩)
- Gojūshiho Shō (五十四歩小)
- Gojūshiho Dai (五十四歩大)
- Unsu (雲手)

#### Asai-ha
- Jo no kata (序の型)
- Junro Shodan (順路初段)
- Junro Nidan (順路二段)
- Junro Sandan (順路三段)
- Junro Yondan (順路四段)
- Junro Godan (順路五段)
- Shōtei Dai (掌手大)
- Shōtei Sho (掌手小)
- Hyakuhachiho/Hyakuhappo (百八歩)
- Jōkō Issei (常行一勢)
- Jōkō Nisei (常行二勢)
- Jōkō Sansei (常行三勢)
- Jōkō Yonsei (常行四勢)
- Jōkō Gosei (常行五勢)
- Hachimon (八門)
- Shinken ()
- Rantai/Rankyaku/Ransetsu (乱腿/乱脚/乱雪)
- Kibaken (騎馬拳)
- Kakuyoku Shodan (鶴翼初段)
- Kakuyoku Nidan (鶴翼二段)
- Kakuyoku Sandan (鶴翼三段)
- Suishu/Mizu no te (水手)
- Kashu/Hi no te (火手)
- Rōshu/Nami no te (浪手)
- Fūshu/Kaze no te (風手)
- Seiryū (青柳)
- Kihōken Issei (気法挙一勢)
- Kihōken Nisei (気法挙二勢)
- Kihōken Sansei (気法挙三勢)
- Senka ()
- Senshō (旋掌)
- Rakuyō (落葉)
- Meikyō Nidan (明鏡二段)
- Meikyō Sandan (明鏡三段)
- Kyakusen Shodan (脚戦初段)
- Kyakusen Nidan (脚戦二段)
- Kyakusen Sandan (脚戦三段)
- Kyakusen Yondan (脚戦四段)
- Kyakusen Godan (脚戦五段)
- Kaminari-arashi ()
- Ryubi ()
- Raiko

##### Rollstuhlkata
- Shorin Dai (初輪大)
- Nirin Dai (二輪大)
- Sanrin Dai (三輪大)
- Yonrin Dai (四輪大)
- Gorin Dai (五輪大)
- Shorin Sho (初輪小)
- Nirin Sho (二輪小)
- Sanrin Sho (三輪小)
- Yonrin Sho (四輪小)
- Gorin Sho (五輪小)

### Fudokan
- Kaminari (雷)
- Taiji Shodan (泰治初段)
- Setsu (Bama Yama)
- Meikyo Nidan
- Washi No Maai
- Heian Oi-komi
- Taiji Nidan (泰治二段)
- Yon Rei
- Meikyo Sandan
- Kitei

### Shōtōkai
- Taikyoku Shodan (大極初段)
- Heian Shodan (平安初段)
- Heian Nidan (平安二段)
- Heian Sandan (平安三段)
- Heian Yondan (平安四段)
- Heian Godan (平安五段)
- Tekki shodan (鉄騎初段)
- Tekki nidan (鉄騎二段)
- Tekki sandan (鉄騎三段)
- Ten no Kata (天の形)
- Bassai dai (抜塞大)
- Kankū dai (観空大)
- Jitte (十手)
- Jion (慈恩)
- Hangetsu (半月)
- Empi (燕飛)
- Gankaku (岩鶴)
- Jiin (慈蔭)
- Kankū shō (観空小)
- Meikyō (明鏡)

### Shitō-Ryū
- Heian shodan (平安初段)
- Heian nidan (平安二段)
- Heian sandan (平安三段)
- Heian yondan (平安四段)
- Heian godan (平安五段)
- Naifanchin shodan (内畔戦初段)
- Naifanchin nidan (内畔戦二段)
- Naifanchin sandan (内畔戦三段)
- Rohai shodan (鷺牌初段)
- Rohai nidan (鷺牌二段)
- Rohai sandan (鷺牌三段)
- Matsumura no Rohai ( )
- Bassai dai (抜塞大)
- Pachu (パーチュ)
- Bassai shō (抜塞小)
- Matsumura no Bassai ()
- Tomari no Bassai ( )
- Jion (慈恩)
- Ji'in (慈蔭)
- Jitte (十手)
- Wanshu (腕秀)
- Tomari no Wanshu ( )
- Kūsankū (公相君)
- Kōsōkun dai (公相君大)
- Kōsōkun sho (公相君小)
- Shiho Kōsōkun (四方公相君)
- Chinte (珍手)
- Ānan
- Gojūshiho (五十四歩)
- Chintō (鎮党)
- Kururunfā (久留頓破)
- Saifā (碎破)
- Sanchin (三戰)
- Tenshō (転掌)
- Sansēru (三十六)
- Sēpai (十八手)
- Seiyunchin (制引戰)
- Seisan (十三手)
- Matsumura no Sanchin ( )
- Shisōchin (四向戰)
- Sūpārinpei (壱百零八手)
- Hakucho ( )
- Nipaipo (二十八歩)
- Papporen (八歩連)
- Aoyagi (青柳)
- Joruko ( )
- Miyojo ( )
- Shinpa ( )
- Matsukaze ( )
- Shinsei ( )
- Shinsei ni ( )
- Niseishi (二十四)
- Sochin (壮鎮)
- Unshu (雲手)

### Wadō-Ryū
- Pinan shodan (平安初段)
- Pinan nidan (平安二段)
- Pinan sandan (平安三段)
- Pinan yondan (平安四段)
- Pinan godan (平安五段)
- Naihanchi (内畔戦)
- Kūshankū (クーシャンクー)
- Chintō (鎮党)
- Seishan (セイシャン)
- Bassai (抜塞)
- Jion (慈恩)
- Jitte (十手)
- Niseishi (二十四歩)
- Wanshu (燕飛)
- Rohai (鷺牌)

### Gōjū-Ryū
- Gekisai-Dai-Ichi (撃砕大一)
- Gekisai-Dai-Ni (撃砕大二)
- Sanchin (三戰)
- Tenshō (転掌)
- Saifā (碎破)
- Sēpai (十八手)
- Seiyunchin (制引戰)
- Sansēru (三十六手)
- Shisōchin (四向戰)
- Seisan (十三手)
- Kururunfā (久留頓破)
- Sūpārinpei (壱百零八手)

### Kyokushin
- Taikyoku sono ichi (太極一)
- Sokugi Taikyoku sono ichi (足技太極一)
- Taikyoku sono ni (太極二)
- Sokugi Taikyoku sono ni (足技太極二)
- Taikyoku sono san (太極三)
- Sokugi Taikyoku sono san (足技太極三)
- Pinan sono ichi (平安ー)
- Pinan sono ichi ura (平安一裏)
- Pinan sono ni (平安二)
- Pinan sono ni ura (平安二裏)
- Pinan sono san (平安三)
- Pinan sono san ura (平安三裏)
- Pinan sono yon (平安四)
- Pinan sono yon ura (平安四裏)
- Pinan sono go (平安五)
- Pinan sono go ura (平安五裏)
- Tekki sono ichi (鉄騎一)
- Sanchin (三戰)
- Yantsū (安三)
- Tsuki no Kata (突の形)
- Gekisai dai (撃砕大)
- Gekisai sho (撃砕小)
- Tensho (転掌)
- Saifa (碎破)
- Seienchin ()
- Garyu (臥龍)
- Sepai (十八手)
- Kankū (観空)
- Sushiho ( )
- Yantsū (安三)

### Uechi-ryū
siehe Kata im Uechi-ryū.

## Einzelne Kata verschiedener Karate-Meister
| Vertreter          | Kata                   |
| ------------------ | ---------------------- |
| Taiji Kase         | Heian Oyo              |
| Hidetaka Nishiyama | Kitei                  |
| Hirokazu Kanazawa  | Nijuhachiho (二十八歩) |
|                    | Gankaku Sho (岩鶴小)   |
| Risto Kiiskilä     | Hokkyokuko             |
| Fritz Nöpel        | Jukuren no Kata        |